# Constitution de Nouvelle-Grenade de 1843
Constitution de 1832 Constitution de 1853
La Constitution de la Colombie de 1843 est loi suprême de la République de Nouvelle-Grenade, adoptée en 1843. Elle remplace la Constitution de 1832.

## Description
Adoptée à la suite de la Guerre des Suprêmes (1839-1841), première guerre civile de l'histoire de la Colombie indépendante, la constitution de 1843 renforce les pouvoirs du gouvernement et en fait un régime autoritaire et centraliste, apte à faire face au désordre.
La liberté de la presse est abolie, l'Église obtient le monopole dans les affaires liées à l'éducation et les jésuites (qui avaient été chassés) sont autorisés à revenir.